# Richard Collinson
Richard Collinson   (Gateshead, 7 de novembre de 1811 - Ealing, 13 de setembre de 1883) va ser un oficial naval i explorador de l'Àrtida anglès.

## Biografia
Richard Collinson va entrar a la Royal Navy el 1823, amb tan sols 12 anys. En aquests anys va viatjar per bona part dels oceans estudiant les seves costes. Entre abril de 1828 i maig de 1831 va visitar la costa atlàntica d'Amèrica del Sud, sota les ordres de Henry Foster i Horatio Thomas Austin. A finals de 1831 inicià un nou viatge d'estudi per la costa occidental africana sota les ordres d'Edward Belcher. El desembre de 1835, poc després de ser nomenat tinent, s'incorporà al HMS Sulphur, comandat primer per Frederick William Beechey i més tard per Belcher, per fer un estudi a la costa del Pacífic d'Amèrica, entre el cap d'Hornos i el mont Saint Elias (Alaska).
Poc després d'esclatar la Primera Guerra de l'opi, el 1840, Francis Beaufort garantí a Collinson un càrrec important com a oficial cartògraf de la flota. S'encarregà de l'estudi de diversos rius de la Xina, en especial el Iang-Tsé, desconegut fins aleshores pels occidentals i que havia de permetre a la flota britànica penetrar amb seguretat cap a l'interior. L'èxit en la missió li fou recompensat amb l'ascents a comandant el 1941 i capità el 1842.

### L'expedició de recerca de Franklin (1850-1851)
Després del fracàs de l'intent de James Clark Ross per localitzar l'expedició perduda de Franklin (1845), l'Almirallat britànic va decidir enviar en la seva recerca dues noves expedicions: una aniria pel costat oriental, comandada per Horatio Thomas Austin i una altra els buscaria des del costat occidental, entrant al pas del Nord-oest, a través de l'estret de Bering. Per a aquest expedició l'Almirallat, a instàncies de Francis Beaufort, va triar a Richard Collinson per dirigir-la.
Els vaixells van partir de Londres l'11 de gener de 1850: el HMS Enterprise, comandat per Collinson, i el HMS Investigator, comandat per Robert McClure. Durant el llarg viatge el HMS Investigator va demostrar ser molt més lent i va quedar enrere. Al pas per l'estret de Magallanes es van tornar a unir, però de nou es van separar en la travessia pel Pacífic. Van quedar per trobar-se de nou a Honolulu, per tal d'afrontar plegats els mars polars, tot travessant l'estret de Bering. Collinson va esperar cinc dies a Honolulu, i a continuació, el 30 de juny va marxar cap al nord amb l'esperança d'aconseguir reunir-se a l'estret de Bering.
Collinson va optar per evitar les aigües potencialment perilloses de les illes Aleutianes, navegant al voltant del seu extrem occidental. Aquesta decisió, presa tot i la recomanació de Henry Kellett de seguir el pas de Seguam, un pas ampli i segur a través de les Aleutianes, i amb ple coneixement de la urgència d'assolir el gel a principis d'agost, va resultar desastrosa pel progrés de l'expedició, ja que va retardar la seva arribada al gel en dues setmanes, cosa que va permetre que McClure s'avancés. McClure havia deixat Honolulu quatre dies després que Collinson, però va navegar a través del pas de Seguam, arribant abans que el seu comandant a l'estret de Bering. Després de vorejar la punta Barrow el 7 d'agost, va encallar prop de Return Reef però va aconseguir alliberar-se i seguir viatjant en direcció nord-est, en una ruta que el portava a l'illa de Banks després de travessar el golf d'Amundsen.
Collinson va entrar al gel nou dies més tard que McClure i va buscar, sense èxit, un pas lliure a través de la banquisa durant dues setmanes més, abans d'abandonar i optar per passar l'hivern a Hong Kong, i provar-ho de nou el 1851. Els dos vaixells no aconseguirien tornar a reunir-se.
Després del llarg viatge cap al sud, Collinson sols disposà de sis setmanes a Hong Kong per reparar i reabastir el vaixell per tonar cap al nord a primers d'abril de 1851. Arribà a la punta Barrow el 25 de juliol, i després de vorejar el golf d'Amundsen, posà rumb a l'illa de Banks, esperant reunir-se allà amb el HMS Investigator, però sempre anà al seu darrere, sense trobar-se. Collinson volia completar el pas del Nord-oest, però es trobà les seves aigües bloquejades pel gel, havent de fer mitja volta. Collinson va passar l'hivern a la badia Walker, a l'illa Victòria.
A primers d'agost el HMS Enterprise quedà alliberat del gel a primers d'agost de 1852, començant l'estudi del Prince Albert Sound, l'estret Dolphin and Union, el golf de la Coronació i l'estret de Dease, per acabar a l'illa Victòria, on passà un nou hivern.
Un cop alliberat del gel, i després una expedició en trineu cap al nord de l'illa Victòria, decidí tornar cap a casa, sense trobar cap rastre de l'expedició perduda de Franklin ni de Robert McClure. No serà fins a l'agost de 1854 quan aconsegueixin sortir de l'Àrtic i fins al 5 de maig de 1855 quan tornin a Anglaterra.